# Kirche von Vall (Gotland)

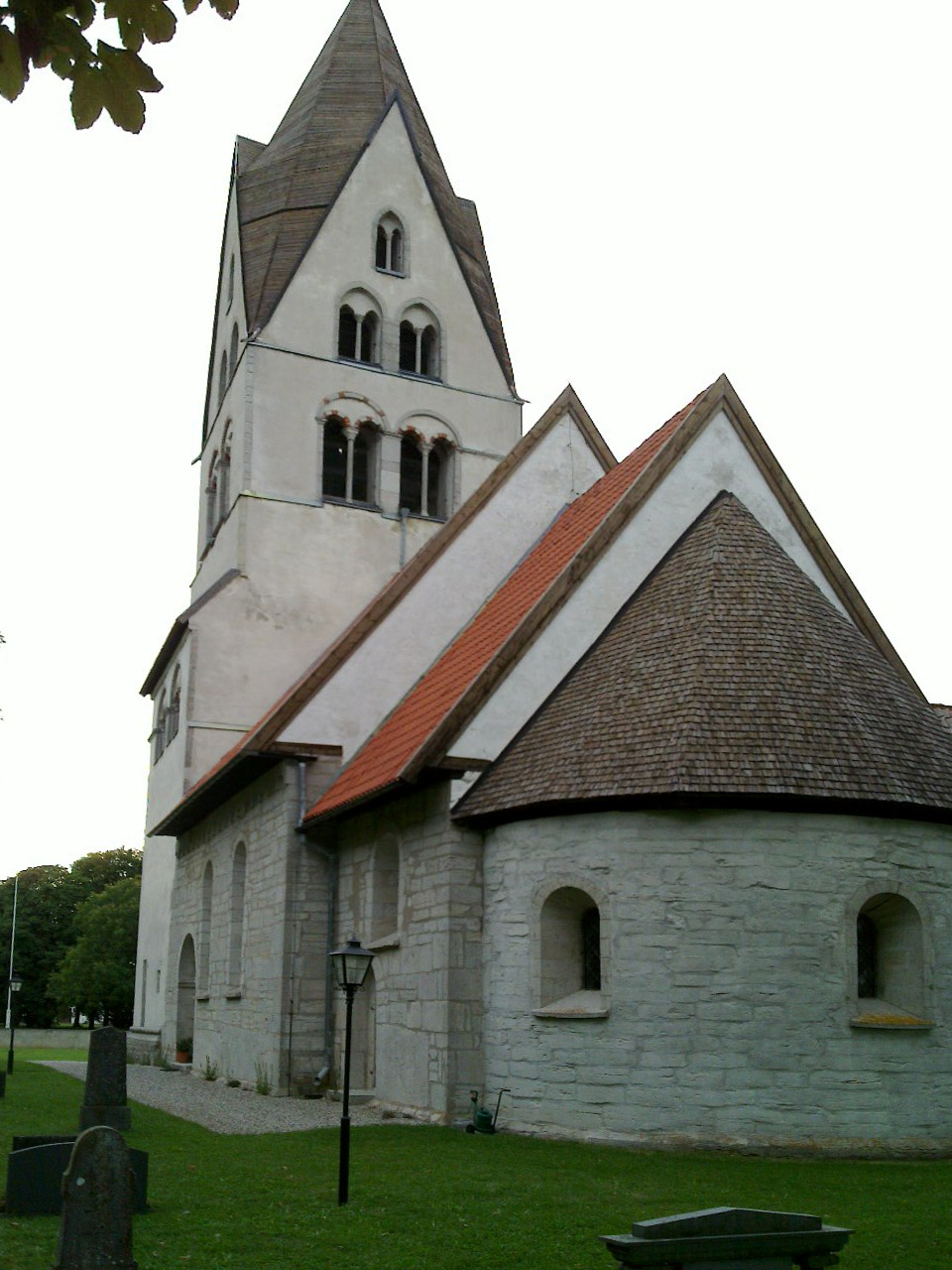
Kirche von Vall von Osten gesehen: Chor mit Apsis

Die Kirche von Vall (schwedisch Valls kyrka) ist eine Landkirche auf der schwedischen Insel Gotland. Sie gehört zur Kirchengemeinde (schwedisch församling) Vall, Hogrän och Atlingbo församling im Bistum Visby.

## Lage
Die Kirche liegt im Landesinnern von Gotland an der Straße 142 von Visby nach Hemse, 13,5 km südlich von Visby, 7 km westlich von Roma und 32 km nördlich von Hemse.

## Kirchengebäude
Die Kirche von Vall ist im Mittelalter aus Kalkstein gebaut worden. Sie ist eine Kirche mit Westturm und mit einem schmaleren Apsischor und einer Sakristei auf der Nordseite des Chors. Das zweischiffige Langhaus und der Chor wurden wahrscheinlich am Anfang des 13. Jahrhunderts errichtet. Der Turm folgte in der Mitte des 13. Jahrhunderts, aber wurde erst gegen Ende des 13. Jahrhunderts zu seiner heutigen Höhe vervollständigt. Aus derselben Zeit stammt wahrscheinlich auch die Sakristei. Ein interessantes Detail ist der längliche Außenraum  mit separatem Eingang in der Südmauer des Turmes. Das war wahrscheinlich eine Betkammer für Personen, die vom Kirchenraum ausgesperrt waren (Lepraspalte), die jedoch von hier doch der Messe durch ein kleines Guckloch (Hagioskop) folgen konnten.
Außen dominiert der stattliche Galerieturm mit seinen spitzen Gieben und den mit Säulen versehenen Schallöffnungen in drei Ebenen, der durch eine kurze, achteckige Turmspitze gekrönt wird. Die Langhausfassade wird von einem Rundbogenfries geschmückt. Von den drei Rundbogenportalen der Kirche ist das Nordportal des Turmes das größte und am meisten ausgearbeitete. Die Fenster sind verändert worden und neue Fenster sind im 19. Jahrhundert hinzugekommen. Das Langhaus ist von innen durch vier Gewölbe gedeckt, im Osten Kreuzgewölbe und im Westen sogenannte Muschelgewölbe. Sie werden von einer Mittelsäule mit einem Kapitell, das mit Ornamenten geschmückt ist, getragen. Eine schmale rundbogige Maueröffnung führt zum Chor. Von interesse ist eine Nische in der Südmauer der Apsis, in deren Türen Runenschrift von ungefähr 1300 geritzt ist. In dem Westfenster des Turmraums gibt es Reste einer Glasmalerei vom Anfang des 14. Jahrhunderts. Die Kirche wurde 1955 nach Plänen des Architekten Olle Karth restauriert.

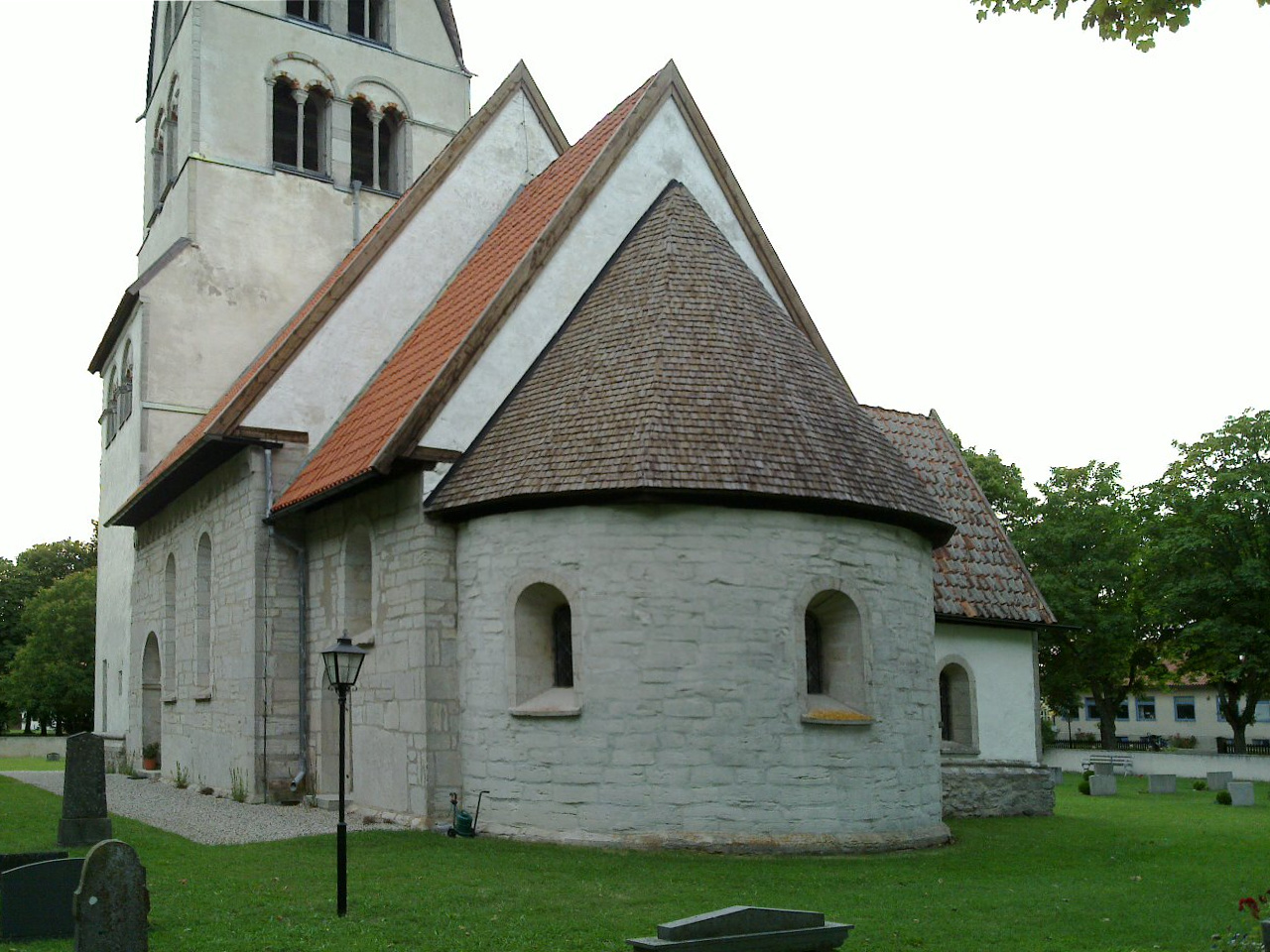
Chor
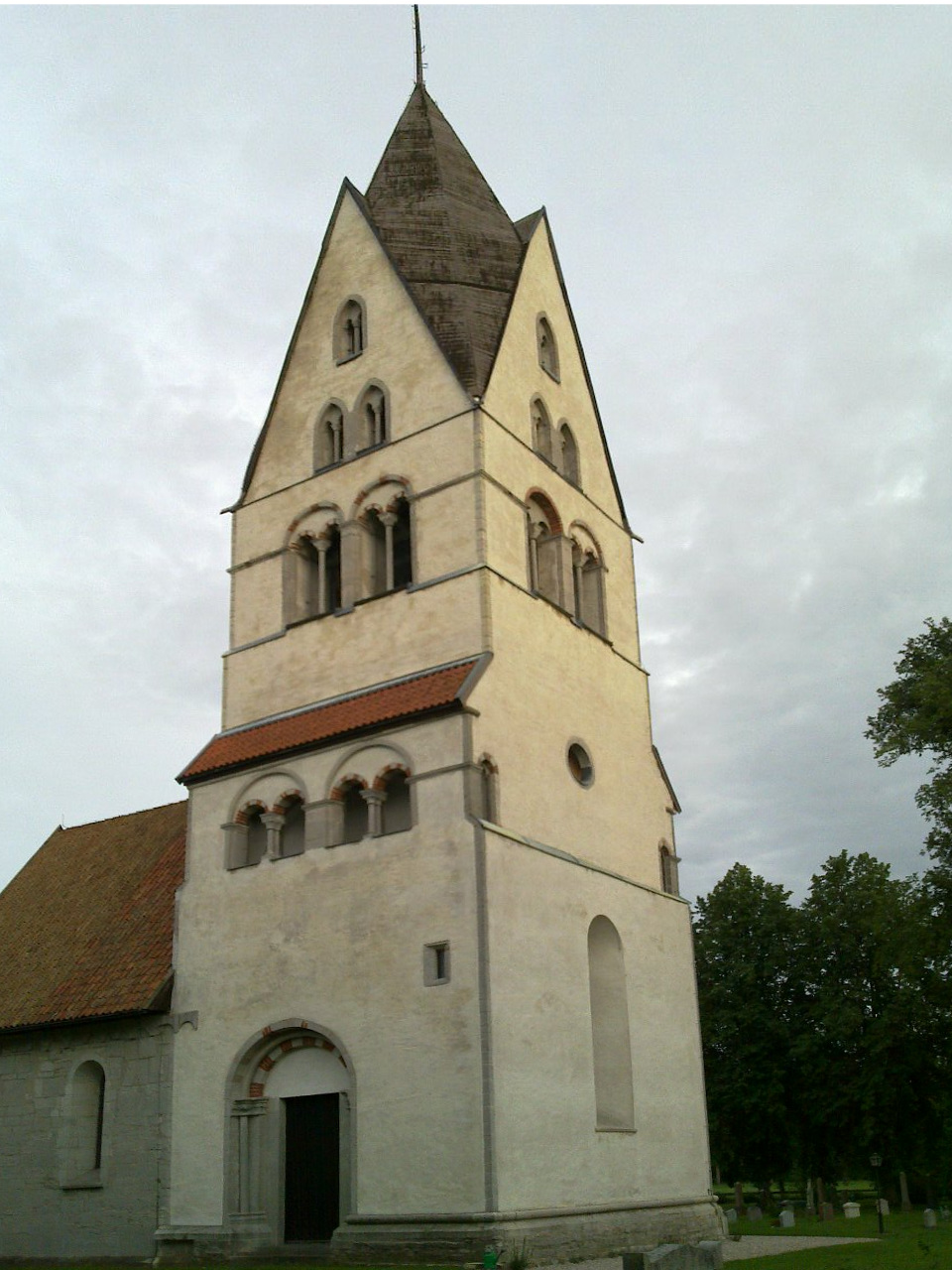
Turm

## Ausstattung
- Der Taufstein aus Sandstein wurde von Majestatis am Ende des 12. Jahrhunderts gefertigt.
- In der Apsis steht ein Wandschrank mit reich geschnitzten Türen von ungefähr 1300.
- Die Altarborte  stammt teilweise aus dem 15. Jahrhundert.
- Die Kanzel kam im 18. Jahrhundert dazu und wurde 1728 bemalt.
- Der Altar aus Sandstein wurde 1684 vom Steinmetzmeister Rasmus Larsson Ockes aus Burgsvik angefertigt.
- Die Orgel wurde 1955 von Werner Bosch aus Kassel.